# Kiraoli
Kiraoli là một thị xã và là một nagar panchayat của quận Agra thuộc bang Uttar Pradesh, Ấn Độ.

## Địa lý
Kiraoli có vị trí 27°09′B 77°47′Đ / 27,15°B 77,78°Đ Nó có độ cao trung bình là 168 mét (551 feet).

## Nhân khẩu
Theo điều tra dân số năm 2001 của Ấn Độ, Kiraoli có dân số 18.921 người. Phái nam chiếm 53% tổng số dân và phái nữ chiếm 47%. Kiraoli có tỷ lệ 49% biết đọc biết viết, thấp hơn tỷ lệ trung bình toàn quốc là 59,5%: tỷ lệ cho phái nam là 59%, và tỷ lệ cho phái nữ là 38%. Tại Kiraoli, 20% dân số nhỏ hơn 6 tuổi.